# سب علي بن أبي طالب

خلال الحكم الأموي، كان لعن وسب علي بن أبي طالب، ابن عم وصهر النبي محمد والخليفة الراشدي الرابع عند المذهب السني والإمام الأول عند المذهب الشيعي، سياسة دولة قدمها معاوية بن أبي سفيان، أول حاكم أموي. كان معاوية يحكم بلاد الشام، وتمرد على علي ظاهريًا للانتقام لمقتل عثمان بن عفان، الذي قُتل على يد بعض المنشقين الغاضبين من سياساته. خاض علي ومعاوية معركة صفين غير الحاسمة عام 37 للهجرة وظلوا أعداء حتى مقتل علي عام 40 للهجرة، مما مهد الطريق لحكم معاوية في نفس العام. استمر اللعن والسب العلني لعلي بعد معاوية، ثم توقف أخيرًا بعد حوالي ستين عامًا على يد عمر بن عبد العزيز. ومن المرجح أن هذه السياسة كانت بمثابة إجراء دعائي، كما ساعدت أيضًا في استفزاز وتحديد هوية أنصار علي، الذين اعتبرهم الأمويون تهديدًا، ثم سحقهم وقمعهم. ويدعم المسلمون الشيعة صحة هذه السياسة التاريخية، بينما ظلت محل نزاع بين علماء المسلمين السنة.

## خلفية
أدت السياسات المثيرة للجدل لعثمان إلى تمرد أدى إلى مقتله في عام 35 ه‍ـ. أصبح علي بن أبي طالب، خليفةً لاحقًا من قبل أهل المدينة والمعارضين. هناك تلقى علي بيعة شبه إجماعية، وجمع حوله مجموعات محرومة مختلفة. على النقيض من ذلك، وجد علي دعمًا محدودًا بين قبيلة قريش القوية، التي طمح البعض منها إلى اعتلاء الخلافة. بين قريش، سرعان ما عارضت عائشة خلافة علي، وكذلك طلحة والزبير. كما استنكر معاوية تولي عليٍّ الخلافة عندما عُزل من منصبه كحاكمٍ على الشام. وطالب حينها بالقصاص من قتلة عثمان.
هزم علي تمرد عائشة وطلحة والزبير في معركة الجمل عام 36 للهجرة، لكن معركة صفين ضد معاوية عام 37 للهجرة أدت إلى طريق مسدود عندما دعا الأخير إلى التحكيم بالقرآن لتجنب الهزيمة. أجبرت مشاعر السلام القوية في جيش علي على قبول التحكيم، وبالتالي تم تشكيل لجنة تحكيم سيئة الحظ مع ممثلين من علي ومعاوية بتفويض لتسوية النزاع بروح القرآن. بعد فترة وجيزة من انهيار عملية التحكيم، تلقى معاوية بيعة أهل الشام كخليفة، وبدأ في إرسال وحدات عسكرية لمداهمة ومضايقة الموالين لعلي. وفي هذه الأثناء، تخلت جماعة عرفت بالخوارج عن علي، واتهمته بالموافقة على التحكيم، وأعلنته هو وأتباعه والشاميين كفارًا. واعتبروا دماء هؤلاء الكفار حلالًا، وارتكبوا العديد من جرائم القتل. هزم علي بن أبي طالب الخوارج هزيمة ساحقة في معركة النهروان عام 38 للهجرة، ولكن اغتيل لاحقًا على يد أحد الخوارج، وهو ابن ملجم، في رمضان عام 40 للهجرة. مهد هذا الطريق لمعاوية، الذي أسس الدولة الأموية في عام 41 للهجرة.

## ممارسة
بعد توليه الحكم، فرض معاوية لعن علي بن أبي طالب كجزء من الصلوات الجماعية في الأراضي الإسلامية. وقد روى ذلك مؤرخون، من ذو الاتجاه الشيعي مثل اليعقوبي والمسعودي، ومن المؤرخون السنة مثل الطبري وأبو الفداء. على وجه الخصوص، أمر معاوية حاكمه على الكوفة، المغيرة، بلعن علي بن أبي طالب بانتظام ومضايقة أتباعه، بينما أشاد بعثمان ومكّن أتباعه، كما روى الطبري. يصف أحد الأحاديث المنسوبة إلى ابن المغيرة كيف فشل الحاكم في إقناع معاوية بالتخلي عن هذه السياسة وترك إرث من المصالحة. رفض معاوية، قائلاً إنه لن تكون هناك شهرة دائمة بعد محمد، مشيرًا إلى النبي بلقبه ابن أبي كبشة بين كفار مكة. ثم اعترف الحاكم لابنه أنه من الآن فصاعدًا يعتبر معاوية كافرًا، كما روى الزبير بن بكار. وبينما قد لا تكون الرواية صحيحة، إلا أنها قد تعكس الموقف تجاه معاوية بين المؤرخين السنة الأوائل.
استمر لعن علي لمدة ستين عامًا تقريبًا، وفعل الخلفاء الأمويون الشيء نفسه أيضًا في يوم عرفة أثناء الحج السنوي. ويبدو أن لعن وسب علي بن أبي طالب امتد أيضًا إلى زوجة علي فاطمة الزهراء وابنيهما الحسن والحسين. وانتهت الممارسة في عهد الخليفة الأموي عمر بن عبد العزيز، المعروف غالبًا بتقواه، الذي ورد أنه استبدل اللعنة بالآيتين 59:15 و16:90 من القرآن. وتبعه هشام لاحقًا ولم يذم علي في عرفة، متجاهلًا على ما يبدو احتجاجات عبد الله بن الوليد، حفيد عثمان.
إن هذه الممارسة كانت منتشرة على نطاق واسع بحسب الرأي الشيعي، في حين أن وجودها هو أمر عادة ما يرفضه علماء السنة، ربما مع الاستثناء الملحوظ لأبي الأعلى المودودي، مؤسس الحركة الإسلامية «الجماعة الإسلامية». يعتقد المودودي أنه حتى المسجد النبوي في المدينة المنورة لم يكن معفيًا من هذه السياسة، حيث لُعن علي وأقارب آخرون للنبي محمد بجوار قبره وفي حضور أحفاد علي. يعتبر المؤرخ حسين م. جعفري هذه الممارسة إجراءً دعائيًا، بينما يشير المستشرق ويلفرد مادلونج إلى أن حكم معاوية كان شرعيًا إلى حد كبير من خلال انتقامه لاغتيال عثمان، حيث ألقى معاوية باللوم علنًا على علي بعد أن طرد الأخير الأول من منصب حاكم الشام. في تقليد استشهد به المؤرخان البلاذري وابن عساكر، يشرح مروان بن الحكم لعلي السجاد أن جده علي بن أبي طالب كان الأكثر اعتدالاً (عكفا) بين المسلمين الأوائل بالنسبة لعثمان. ربما كانت هذه الممارسة تهدف أيضًا إلى استفزاز وتحديد هوية أنصار علي ثم قمعهم. وكان من بين ضحاياها الأوائل حجر بن عدي.

#### حجر بن عدي
كان حجر صحابيًا، ومؤيدًا لعلي بن أبي طالب. كان حجر محترمًا لتقواه، وكان في الكوفة شيخًا بارزًا من قبيلته كندة، على الرغم من أنه لم يكن زعيمها. بعد تولي معاوية الحكم، احتج بانتظام على لعن علي في المسجد، وهو ما تسامح معه المغيرة ولكن لم يتسامح معه خليفته زياد بن أبيه، الذي عُين في عام 46 للهجرة لحكم الكوفة. اعتقل زياد حجر وأرسله إلى معاوية، الذي حاكم حجر بتهمة ثم أعدمه وعدد قليل من الآخرين. قبل وفاته، أتيحت له الفرصة لإنقاذ حياته من خلال لعن علي، وهو ما رفضه. ربما كان هذا أول إعدام قضائي للمسلمين بتهمة الخيانة العظمى وقد تمت أدانته على نطاق واسع في ذلك الوقت، حتى من قبل عائشة بنت أبي بكر، التي كانت معادية لعلي بن أبي طالب. في وقت لاحق، وصف عالم الدين السني الحسن البصري قتل حجر بأنه جريمة خبيثة. ومع ذلك، فإن المؤرخين الأوائل على خلاف بشأن حجر.

#### حالات أخرى
في عهد الأمويين، أُجبر بعض الشيعة على لعن وسب علي لإنقاذ حياتهم. ومن الأمثلة على ذلك حديث عطية بن سعد بن جنادة، الذي فر إلى السند عندما سحق الحاكم الأموي الحجاج ثورة الأشعث حوالي عام 701 للميلاد. وهناك وقع عطية في قبضة القائد الأموي محمد بن القاسم بأمر الحجاج، الذي طالب أيضًا عطية بلعن علي. رفض وضُرب ولكنه نجا على الأرجح.